# Mojo (obra)
Mojo es una obra escrita por el dramaturgo inglés Jez Butterworth en 1995, que se estrenó en el Royal Court Theatre de Londres y fue dirigida por Ian Rickson.

## Argumento
Silver Johnny, un aspirante a estrella de Rock and Roll, se ve limitado por Esdras, su celoso y protector mánager, propietario de la discoteca de Jazz en Soho y padre de un hijo no deseado y psicótico, llamado Baby. A medida que Silver avanza hacía la fama, el empresario y gánster local, Sam Ross, comienza a interesarse en él y el único obstáculo que tiene entre ellos es Esdras, tomando el único camino posible; Ross asesina a Esdras, y secuestra a Silver dejando a su suerte al club. Esdras es descubierto a la mañana siguiente por su mano derecha, el muy ambicioso Mickey, quién anuncia que Ross tiene la intención de hacerse cargo del Atlantic Club.
Aterrorizados por la posible amenaza de exterminio por parte de Ross y su banda, los socios de Esdras, (Potts, Sweets, Skinny y Baby) comienzan a perder los nervios, y tratan de convencerse a sí mismos de que es solo una broma de Mickey. Cuando esto resulta ser falso, la banda del Atlantic Club se prepará para lo que podría ser su última noche. Con sólo un antiguo Alfanje y una vieja Derringer como defensa, el grupo comienza a discutir entre sí, e incluso consideran unirse a Ross, o simplemente abandonar el club.
A medida que el día avanza, las personas comienzan a reunirse fuera del club esperando que las puertas se abran, ajenas a la situación. En el interior, el pequeño grupo de cuatro deben informarle de la trágica y espantosa noticia de la muerte de Esdras a Baby, quién toma la noticia de una manera onírica y distante. Inquietos por la inestabilidad mental de Baby, la pandilla del Atlantic comienza a volverse menos estable. Los argumentos estallan sobre cuestiones frívolas, y el grupo finalmente se asienta para pensar lo que están haciendo sus rivales en ese mismo momento.
Sweets, comprueba la parte baja del club para ver si no hay monos en la costa, y se encuentra con Silver Johnny colgando del techo. Sweets entra en pánico y pide ayuda a los otros. Baby revela que tratando de salvar a Johnny mató al Sr. Ross y descubrió que Mickey los había traicionado. Skinny llega e insulta a Baby, quien le responde disparándole en la cabeza con la Derringer. Mickey, Potts y Sweets intentan cubrir la herida y ayudar a Skinny, mientras que Baby deambula sin rumbo fijo. Bajan a Johnny al suelo y, trágicamente, Skinny muere.

## Adaptaciones
En 1997, una película adaptada de la obra fue estrenada, también fue escrita y dirigida por Butterworth.
En el 2013, el Royal Court Theatre llevó a cabo una adaptación de la obra, dirigida por Ian Rickson y con Brendan Coyle (Mickey), Rupert Grint (Sweets), Tom Rhys Harries (Silver Johnny), Daniel Mays (Potts), Colin Morgan (Skinny) y Ben Whishaw (Baby).